# Merwedekanaal
Het Merwedekanaal is een kanaal in de Nederlandse provincies Utrecht en Zuid-Holland. Het verbindt het Amsterdam-Rijnkanaal in de stad Utrecht met de Boven-Merwede ten zuiden van Gorinchem.
Van noord naar zuid loopt het kanaal door of langs de plaatsen Utrecht, Nieuwegein (Jutphaas, Vreeswijk), Vianen, Lexmond, Hei- en Boeicop, Meerkerk, Nieuwland, Hoogblokland, Arkel en Gorinchem. Tussen Nieuwegein en Utrecht wordt het Merwedekanaal gekruist door het Amsterdam-Rijnkanaal en tussen Nieuwegein en Vianen door de rivier de Lek.
Er wordt op het kanaal geen sluis- of bruggeld geheven.

## Geschiedenis
Door de opening van het Noordzeekanaal in 1876 werd de haven van Amsterdam weer bereikbaar voor grote zeeschepen. Daardoor ontstond behoefte aan verbetering van de waterverbinding tussen Amsterdam en de Rijn en het Duitse achterland. De uit 1825 daterende Keulse Vaart was veel te smal, te ondiep en de bruggen waren veel te laag. Minister Tak van Poortvliet diende in 1879 de Kanalenwet in, die ook vaarverbeteringen elders in het land beloofde. De wet werd verworpen, waarna de regering aftrad.
De nieuwe minister Klerck kwam in 1881 met een veel bescheidener wet.
Zijn voorstel behelsde gedeeltelijk een verbreding en verdieping van bestaande kanalen, waaronder de Keulse Vaart. Tussen Amsterdam en Utrecht werd echter een geheel nieuw kanaal gegraven. Tussen Utrecht-Hoograven en Vreeswijk werd grotendeels gebruikgemaakt van de bestaande Keulse Vaart. Vlak voor het dorp Vreeswijk werd oostelijk een kanaalvlak gegraven waarin ook de Koninginnensluis werd opgenomen. Tussen Vianen en Gorinchem werd gebruikgemaakt van het bestaande Zederikkanaal. In 1892 werd het nieuwe kanaal officieel in gebruik genomen.
Na de aanleg van het kanaal vestigden zich tal van nieuwe en grote industrieën eraan. Voorbeelden hiervan zijn Demka, 's Rijks Munt, U. Twijnstra's Oliefabriek N.V. en de Coöperatieve Stichtsche Olie- en Lijnkoekenfabriek.
Omdat het Merwedekanaal niet meer aan de eisen van de tijd voldeed, werd het langere, bredere en diepere Amsterdam-Rijnkanaal geprojecteerd. Door tussen Amsterdam en de rivier de Lek het waterpeil op één niveau te brengen en daarmee de sluizen weg te laten, en door een kortere route, kon een belangrijke vaartijdwinst worden bereikt. Ook de capaciteit werd vergroot door een grotere breedte en diepte. Tot aanleg werd besloten in 1931. Het traject Amsterdam – Utrecht werd in 1952 onderdeel van dit nieuwe kanaal. Het gedeelte ten zuiden van Utrecht bleef grotendeels in de oude staat.

## Merwedekanaal benoorden de Lek

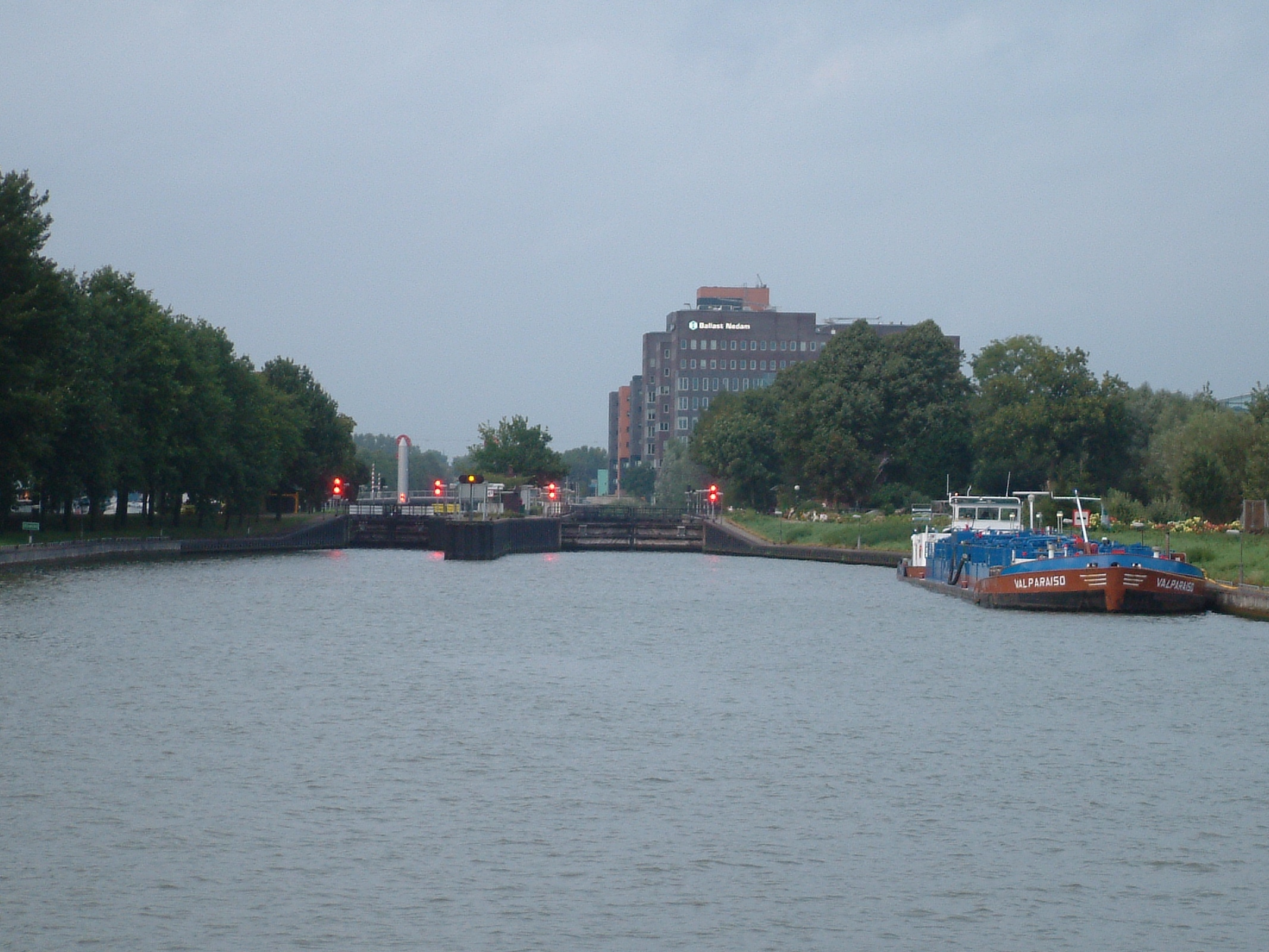
Noordersluis
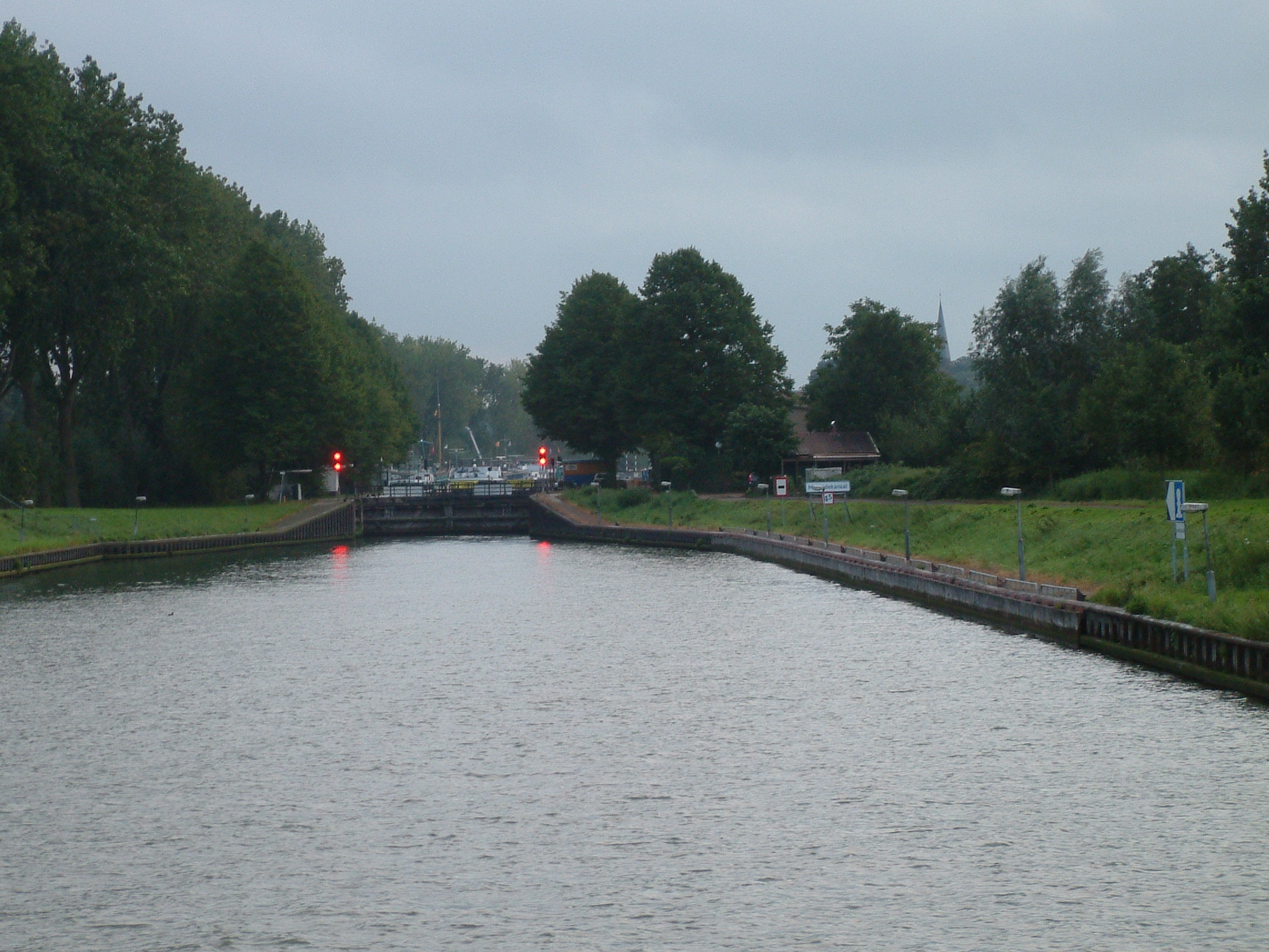
Zuidersluis
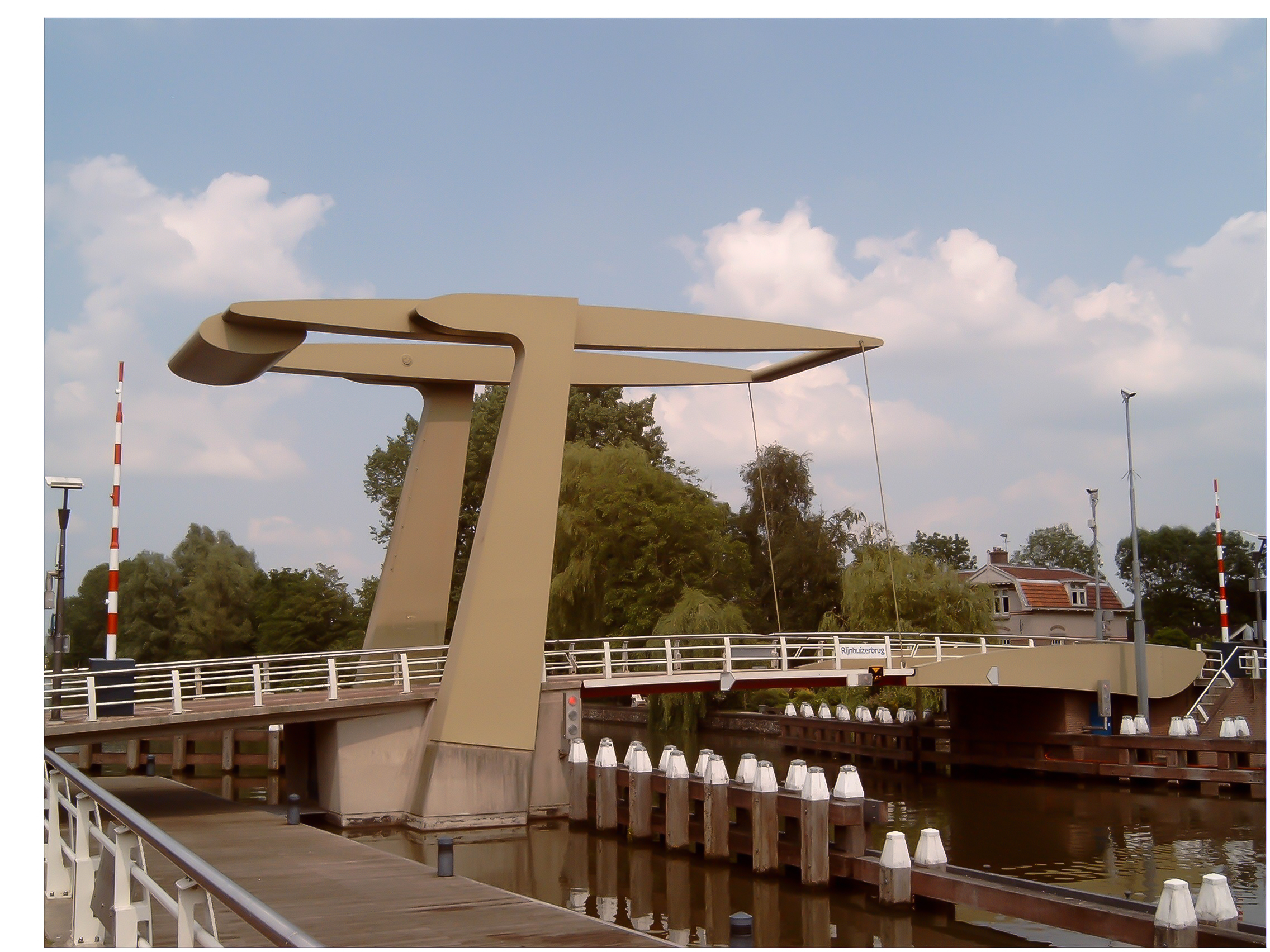
Rijnhuizerbrug

- Het kanaalpeil (KP) is NAP +0,50 en schommelt tussen NAP +0,40 m en NAP +0,70 m
- Maximaal toegestane afmetingen benoorden de Lek: lengte 110,00 m, breedte 11,50 m, diepgang 2,80 m. Diepgang bij een waterstand van NAP −0,40 m op het Amsterdam-Rijnkanaal of hoger of zoveel minder als de waterstand lager is. Bij een waterstand van NAP +1,35m of hoger of zoveel minder als de waterstand op de Lek bij de Koninginnensluis is.

### Sluizen en bruggen

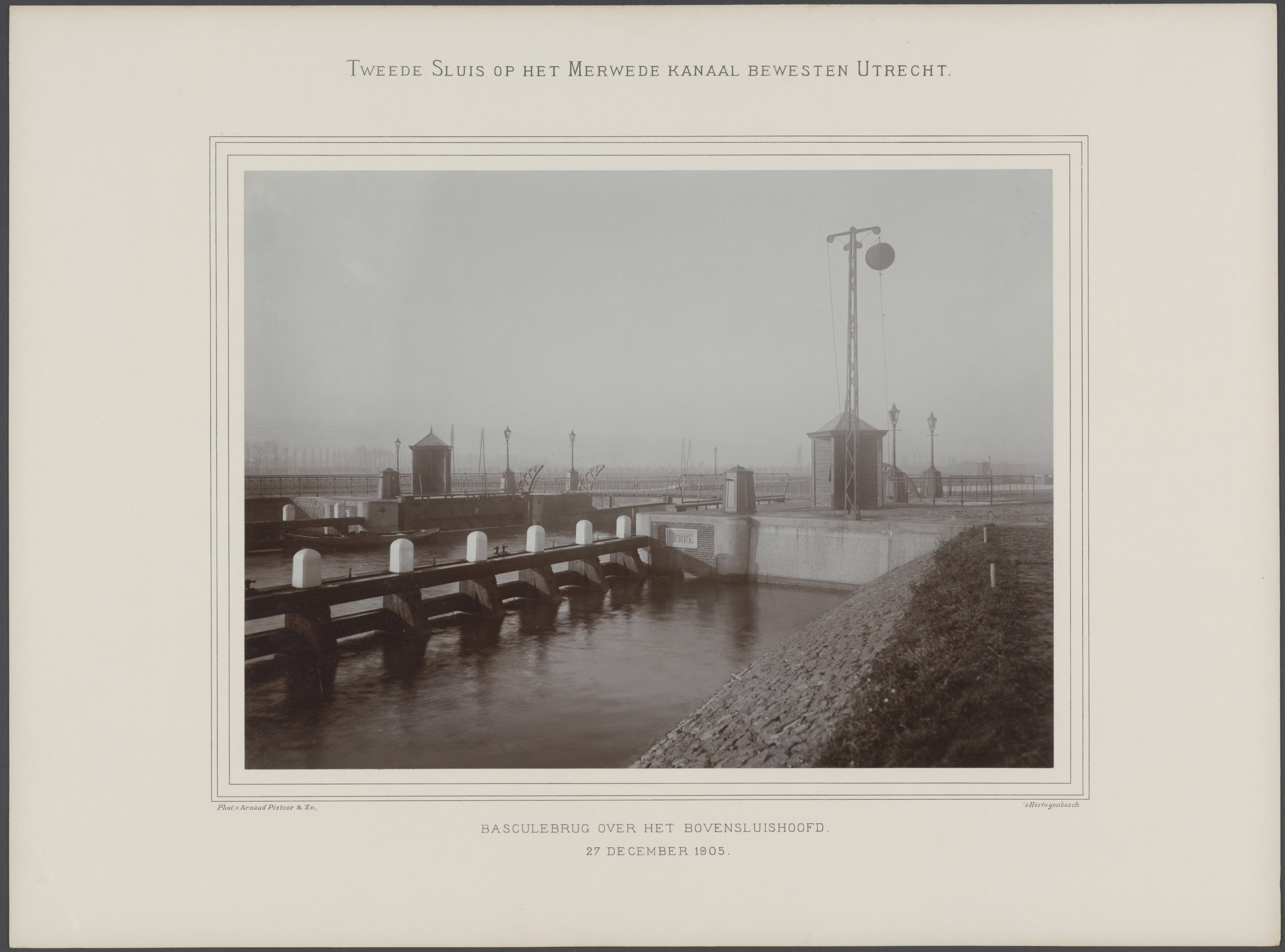
Muntsluis, basculebrug over het bovensluishoofd in 1905.

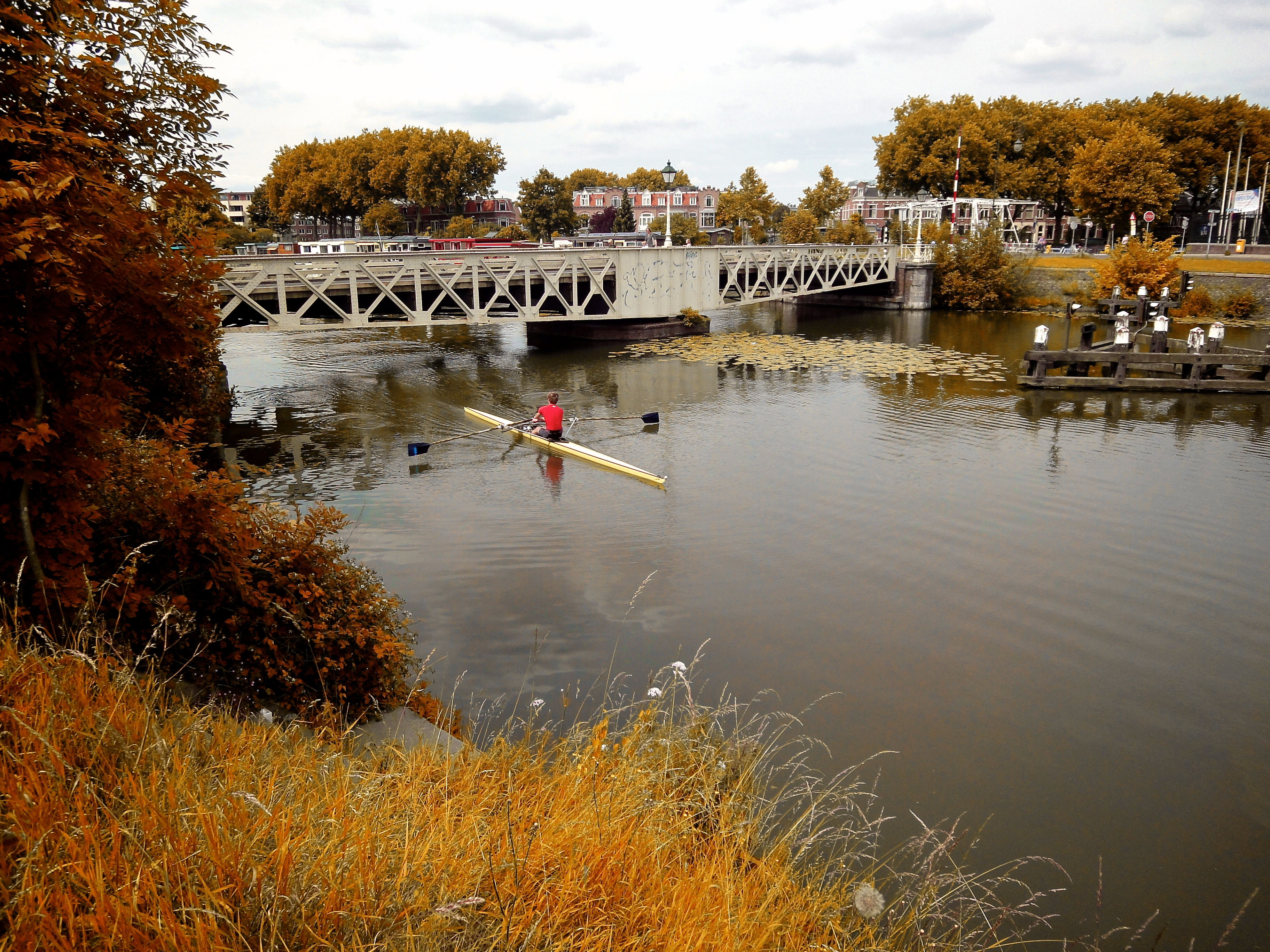
De Muntbrug in Utrecht.

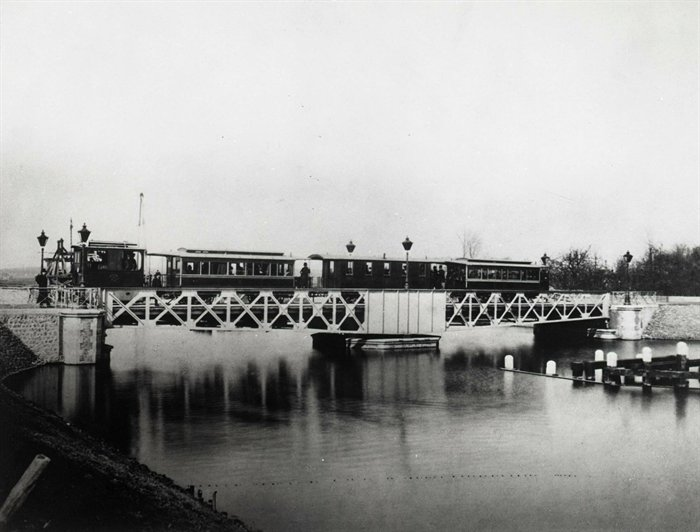
De Liesboschbrug in Utrecht met stoomtram van de tramlijn Utrecht - Vreeswijk in 1888.

- Draaibrug aan het einde van de Vleutenseweg (huidige Vleutensevaart), buiten gebruik na de opening van de Spinozabrug op 7 november 1951 en vervolgens verwijderd.
- Spinozabrug, basculebrug, wijdte 14 m, hoogte in gesloten stand KP +3,50 m
- Muntsluis, kolklengte 120 m, wijdte 14 m, drempeldiepte n.zijde KP =3,33 m, z.zijde KP −3,18 m
  - dubbele basculebrug over bovenhoofd van de Muntsluis

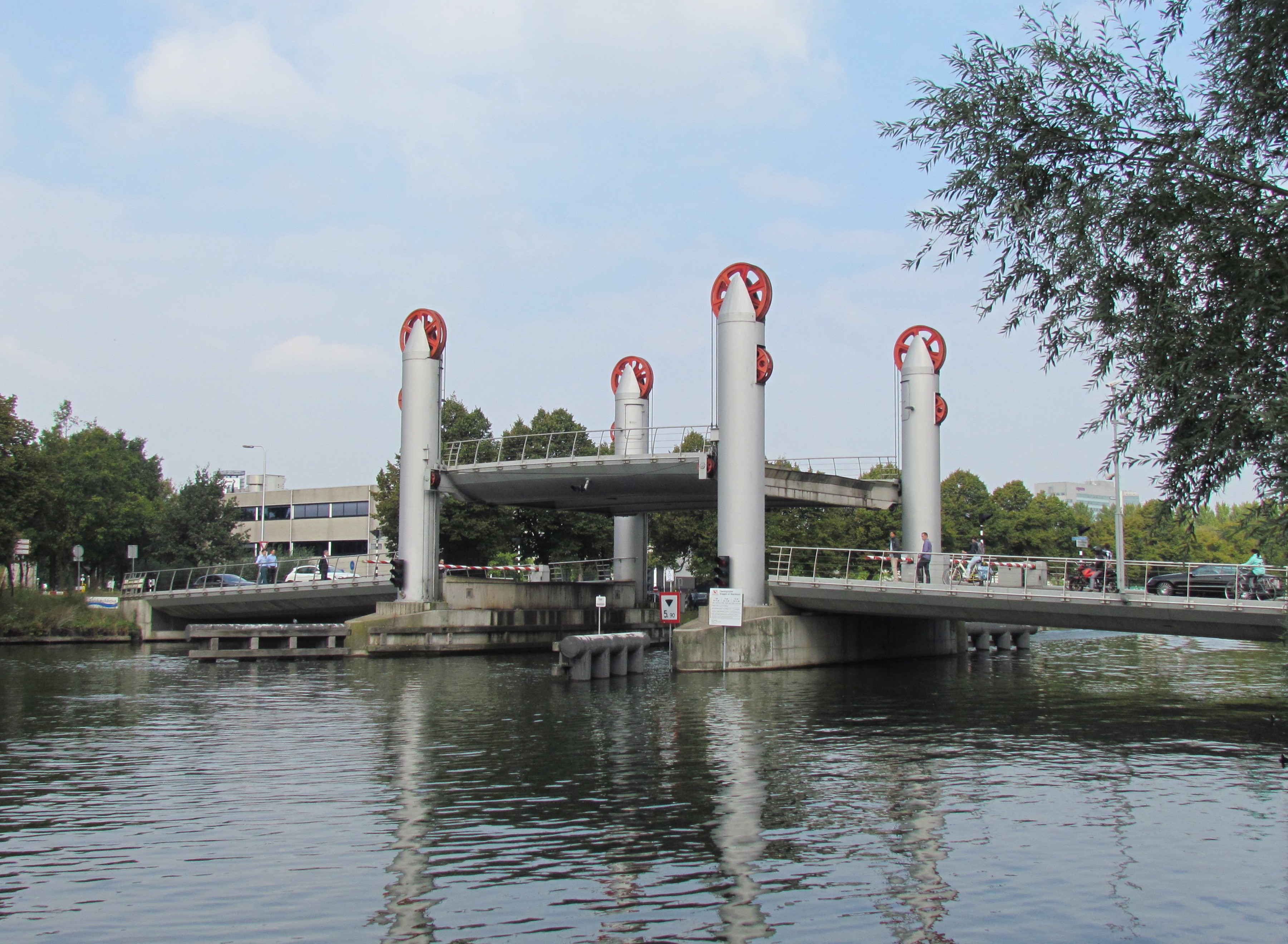
De Liesboschbrug in Utrecht

- Muntbrug, draaibrug, wijdte 14 m, hoogte in gesloten stand KP + 1,00 m
- Sowetobrug, vaste brug, wijdte 14 m, doorvaarthoogte KP +3,80 m
- Vaste voetbrug bij de Jaarbeurs, wijdte 24,30 m, doorvaarthoogte KP +4,15 m
- Nelson Mandelabrug, hefbrug wijdte 12,70 m, hoogte in gesloten stand KP +1,85 m, doorvaarthoogte KP +5,85 m
- Balijebrug, basculebrug, wijdte 14,00 m, hoogte in gesloten stand KP +3,63 m
- Socratesbrug, basculebrug, wijdte 14 m, hoogte in gesloten stand KP +2,63 m
- Liesboschbrug (type Muntbrug) tussen de Jutfaseweg en de Kanaalweg ter hoogte van de huidige Vliegend Hertlaan. Afgbroken na de opening van de Socratesbrug.
- Vierlingbrug, vaste brug in de A12, wijdte 14 m, doorvaarthoogte KP +6,40 m
- Liesboschbrug, wijdte 12 m, hoogte in gesloten stand KP +2,35 m, doorvaarthoogte KP +6,50 m
- Noordersluis met twee kolken, grote sluis kolklengte 120 m, wijdte 12 m, drempeldiepte n.zijde KP −4,18 m, z.zijde KP −3,33 m; kleine sluis westzijde, schutlengte 55 m, wijdte 7,00 m, drempeldiepte n.zijde KP −3,55 m, z.zijde KP −2,70 m. Ten noorden van beide sluizen liggen drempels van KP −3,30 m.

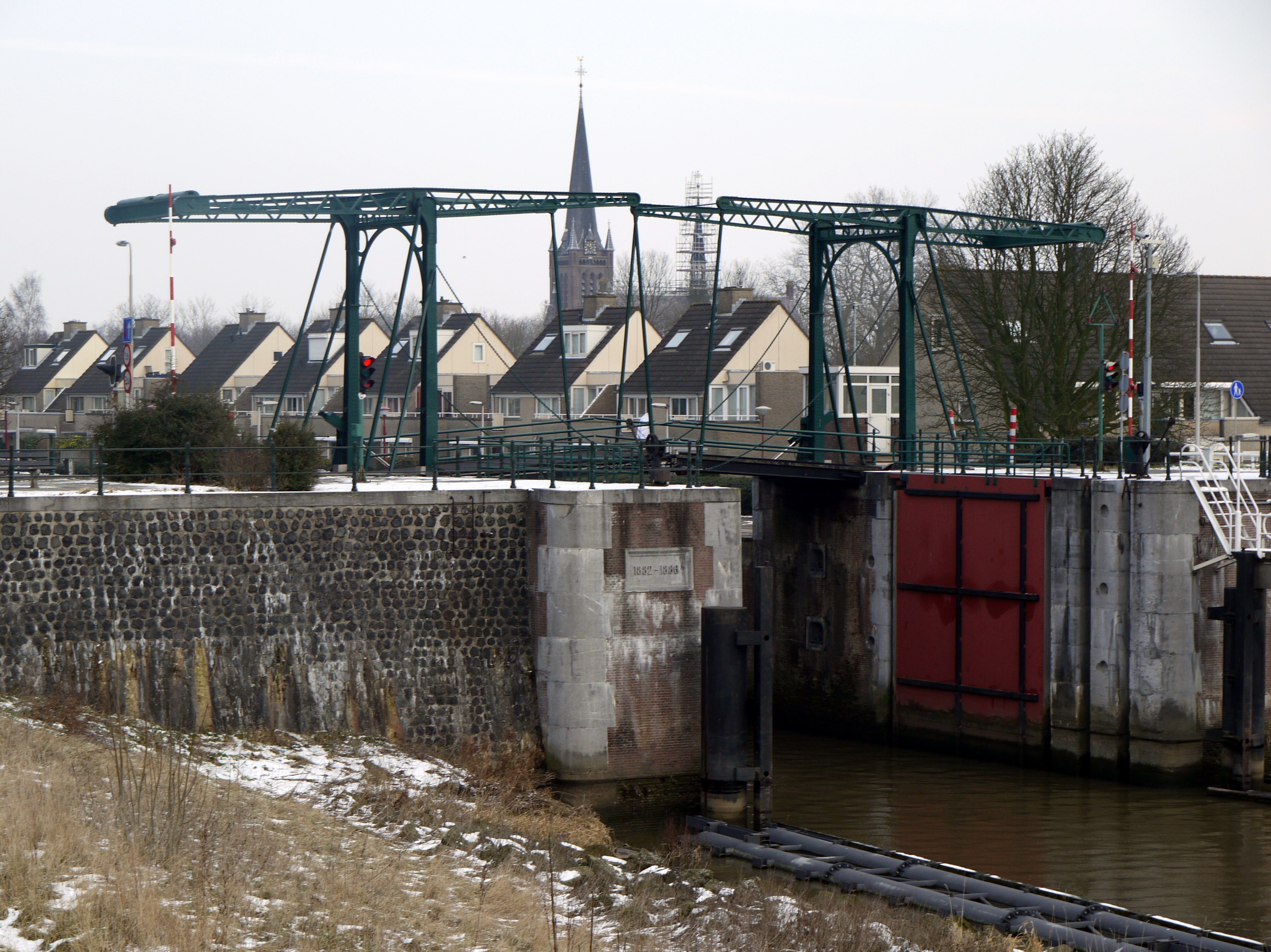
De Emmabrug in Vreeswijk.

- Zuidersluis, kolklengte 120 m, te verdelen in twee kolken van 60 m n.zijde en 52 m z.zijde, wijdte 12 m, drempeldiepte n.zijde KP −3,33 m, z.zijde KP −4,18 m. Ten zuiden van de sluis ligt een drempel van KP −3,30 m
- Blauwebrug, wijdte 13 m, hoogte in gesloten stand KP +0,75 m
- Rijnhuizerbrug, ophaalbrug, wijdte 14 m, hoogte in gesloten stand KP +2,60 m
- Plettenburgse brug, basculebrug, wijdte 13,90 m, hoogte in gesloten stand KP +6,75
- Wiersebrug, basculebrug, wijdte 14 m, hoogte in gesloten stand KP +1,25 m
- Koninginnensluis, twee kolken van 120 m lengte achter elkaar, wijdte 11,85 m, schutkolkwijdte 24 m, diepte noordelijke en middendrempel KP −3,29 m (NAP −2,84 m), zuidelijke drempel NAP −2,24 m
  - Wilhelminabrug, aan de noordzijde van de Koninginnensluis, ophaalbrug, wijdte 11,85 m, hoogte in gesloten stand KP +2,50 m
  - Emmabrug, aan de zuidzijde van de Koninginnensluis, dubbele ophaalbrug, wijdte 11,85, hoogte in gesloten stand KP +7,24 m

## Merwedekanaal bezuiden de Lek
- Het kanaalpeil is NAP +0,80 en schommelt tussen NAP +0,60 m en NAP +1,20 m
- Maximaal toegestane afmetingen bezuiden de Lek: lengte 100,00 m, breedte 10,50 m en diepgang 2,80 m
- De sluizen en bruggen van het Merwedekanaal bezuiden de Lek zijn geautomatiseerd en worden vanuit de sluizen bediend door middel van telematica en camera's. De sluis Vianen wordt met de marifoon opgeroepen als "Sluis Vianen" op VHF-kanaal 22, de bruggen tot en met de Concordiabrug via "centrale post" of op naam van de brug, ook op VHF-kanaal 22. De Merwedesluis wordt opgeroepen op VHF-kanaal 18. Er dient rekening mee te worden gehouden dat vanwege de veiligheid niet meer dan twee bruggen tegelijk worden bediend.

### Sluizen en bruggen
- Grote sluis Vianen met twee achter elkaar gelegen schutkolken van 120 m lengte, wijdte 12 m, kolkbreedte 24 m, diepte buitendrempel NAP −2,24 m, diepte midden- en binnendrempel KP −3,64 m, dubbele ophaalbrug over het buitenhoofd, hoogte in gesloten stand NAP +6,50 m
- Julianabrug, ophaalbrug over het binnenhoofd, hoogte in gesloten stand KP +3,70 m
- Vaste brug in de rijksweg Utrecht-'s-Hertogenbosch, doorvaarthoogte KP +7,50 m
- Vaste brug voor lokaal verkeer (Westelijke Parallelweg), wijdte 20 m, doorvaarthoogte KP +7,50 m

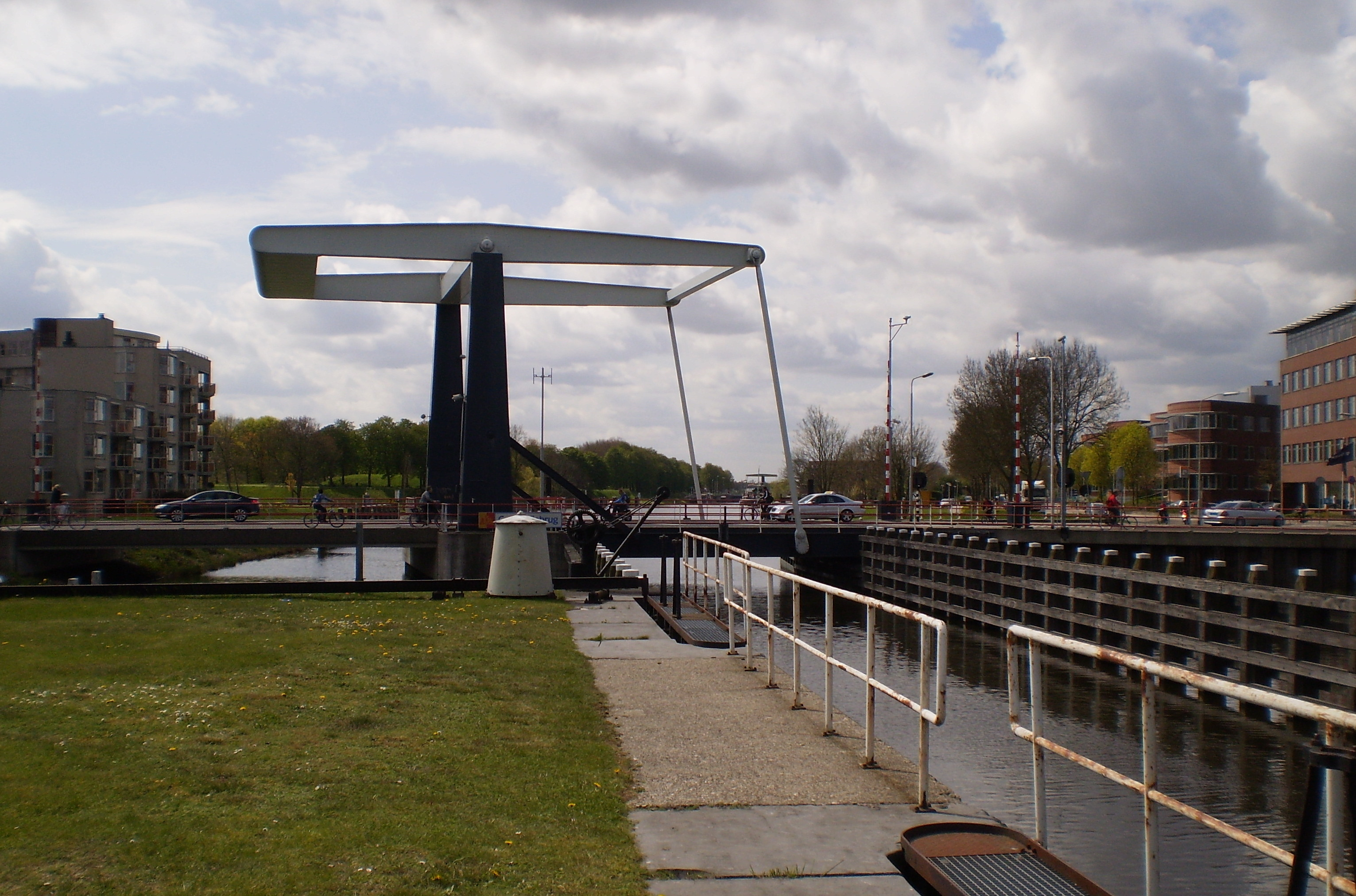
De Concordiabrug in Gorinchem.

- Biezenwegbrug, draaibrug, gesloopt 1978
- Biezenmolenbrug, draaibrug, gesloopt na oorlogsschade 1945
- Bolgerijense brug, draaibrug, wijdte 14 m, hoogte in gesloten stand KP +0,50 m
- Vaste brug in de rijksweg Utrecht-Gorinchem bij Lexmond, wijdte 35 m, doorvaarthoogte KP +7,80 m
- Zwaanskuikenbrug, ophaalbrug, wijdte 14 m, hoogte in gesloten stand KP +0,82 m
- Meerkerksebrug, ophaalbrug, wijdte 14 m, hoogte in gesloten stand KP +0,82 m
- Kraneschipbrug, pontonbrug, afgebroken en verplaatst naar Havenmuseum Rotterdam 1997
- Bazelbrug, ophaalbrug, wijdte 14 m, hoogte in gesloten stand KP +0,82 m
- Spoorbrug Arkel, draaibrug, wijdte 14 m, hoogte in gesloten stand KP +1,70 m, max. doorvaarthoogte 7,50 m (stroomdraden)
- Rijksstraatwegbrug, ophaalbrug, wijdte 14 m, hoogte in gesloten stand KP +1,30 m
- Haarbrug, ophaalbrug, wijdte 14 m, hoogte in gesloten stand KP +0,80 m
- Vaste spoorbrug in de Betuweroute, wijdte 16 m
- Vaste brug in de rijksweg Gorinchem-Tiel, wijdte 16 m, doorvaarthoogte KP +7,50 m
- Algemene begraafplaatssluis (Kerkhofsluis) te Gorinchem (staat open), schutlengte 120 m, wijdte 12 m, drempeldiepte n.zijde KP −3,60 m, z.zijde KP −4,10 m
- Concordiabrug (voorheen Kerkhofsluisbrug), ophaalbrug, wijdte 12 m, hoogte in gesloten stand KP +1,60 m
- Korte brug, ophaalbrug over het binnenhoofd van de Grote Merwedesluis, wijdte 12 m, hoogte in gesloten stand KP +1,90 m
- Grote Merwedesluis te Gorinchem, schutlengte 120 m, wijdte 12 m, kolkbreedte 24 m, diepte binnendrempel KP −4,00 m, diepte buitendrempel NAP −3,20 m
- Hoge brug, basculebrug over het buitenhoofd, wijdte 12 m, hoogte in gesloten stand NAP +4,50 m

Voor een overzicht van bruggen:

## Fotogalerij

### Merwedekanaal in Utrecht

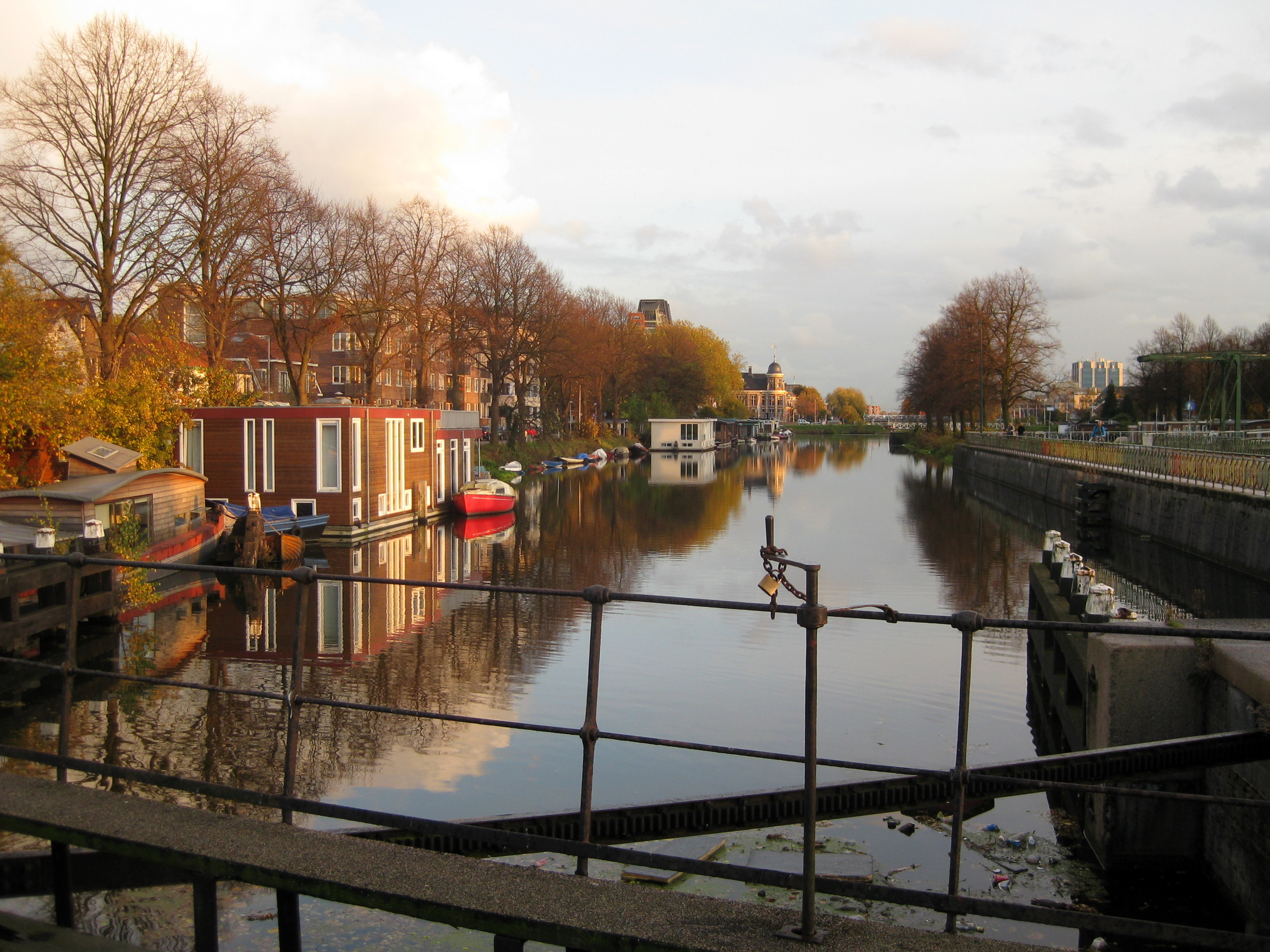
Merwedekanaal bij de Muntsluis
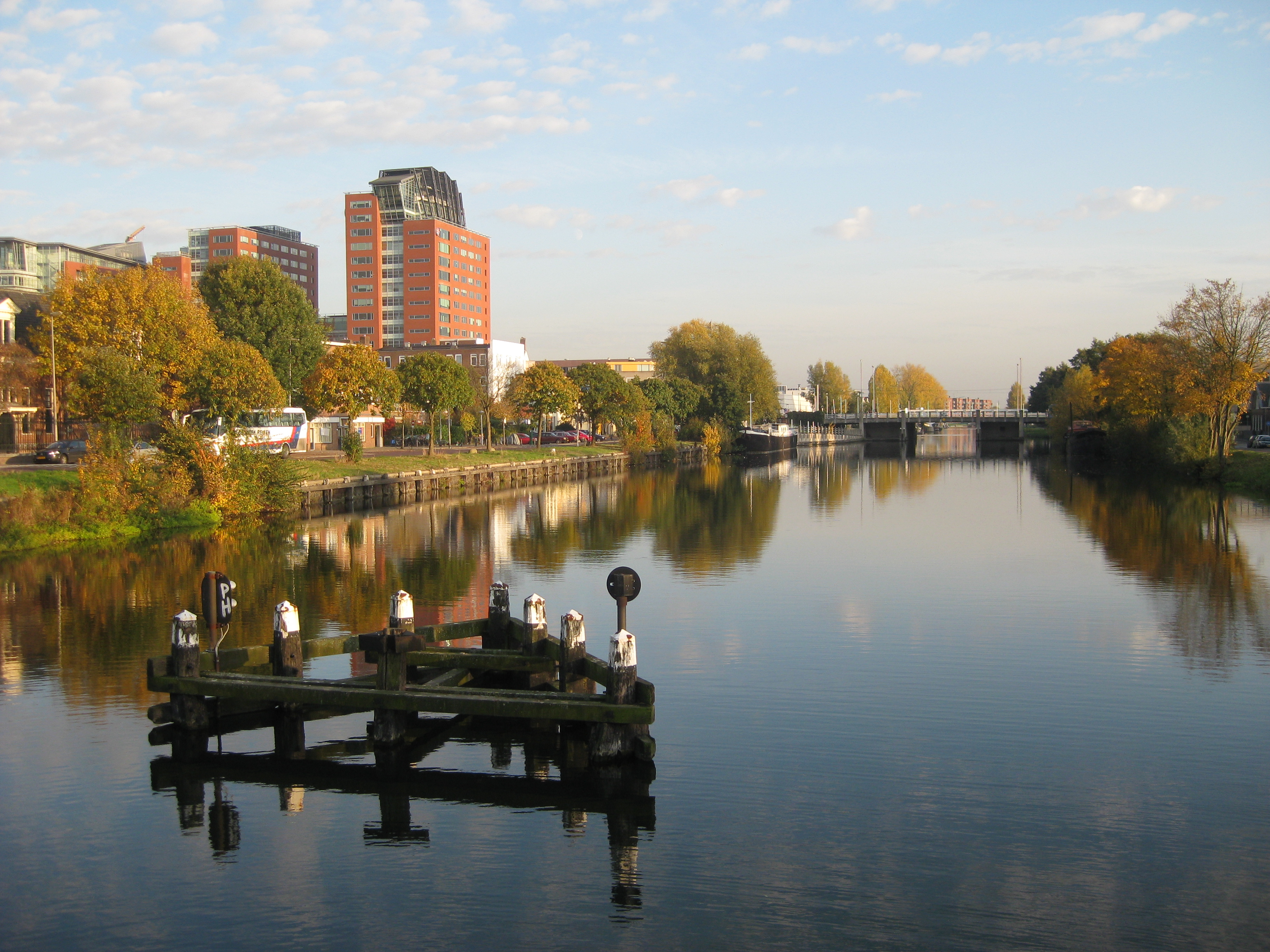
Merwedekanaal vanaf de Muntbrug
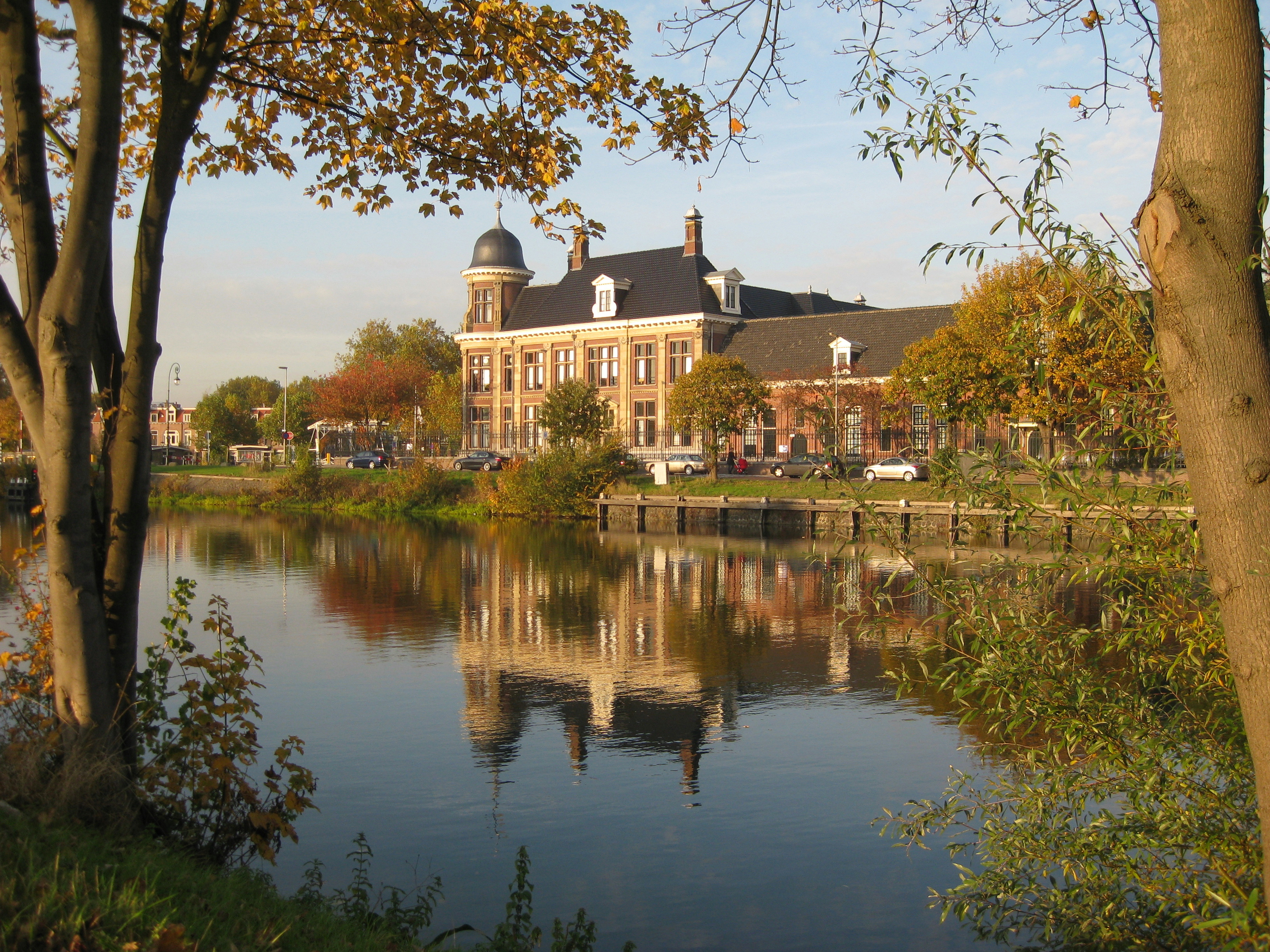
Merwedekanaal bij de Munt
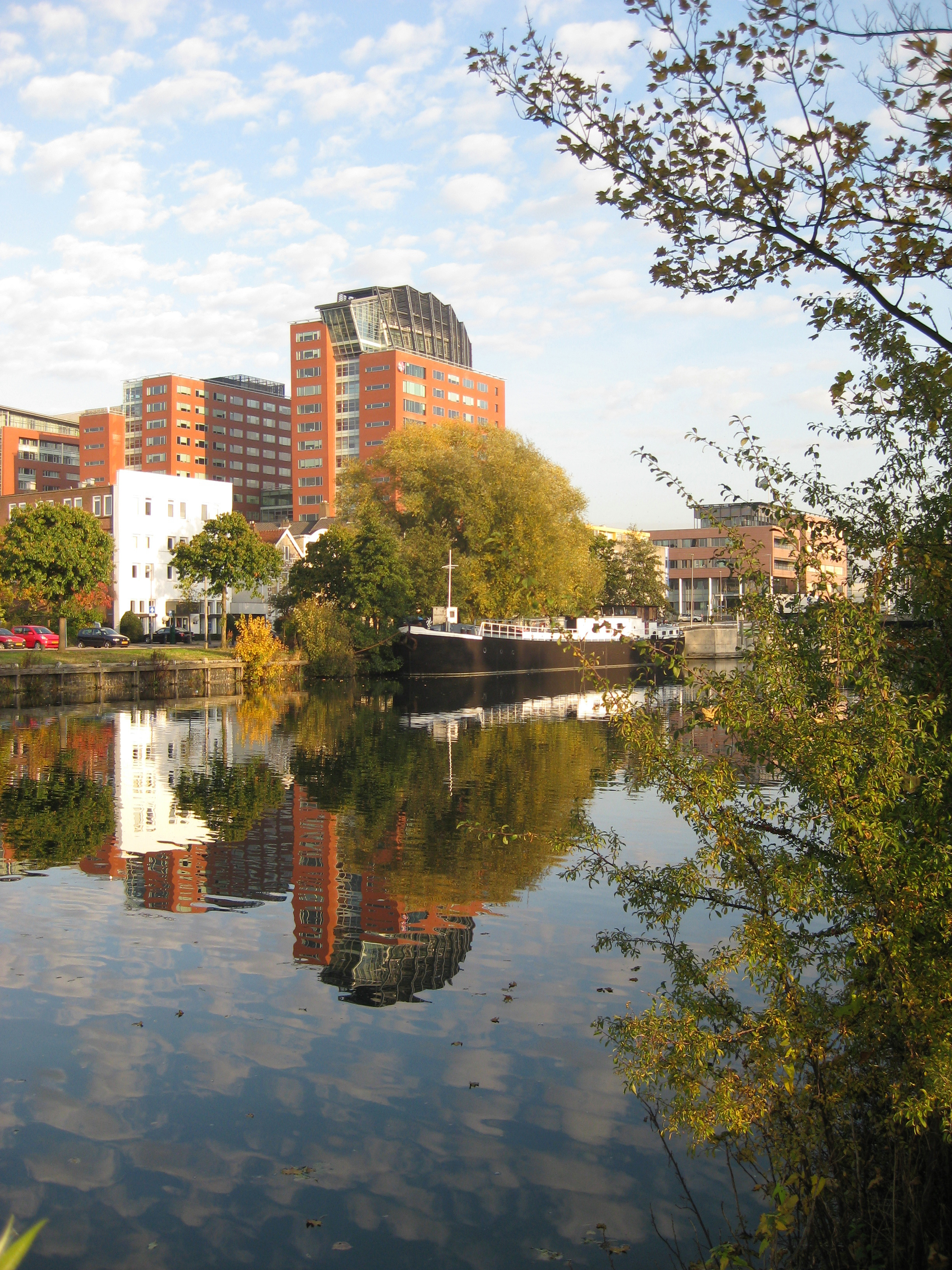
Merwedekanaal bij de Muntkade

### Merwedekanaal benoorden de Lek
- Noordersluis
- Zuidersluis
- Rijnhuizerbrug

### Merwedekanaal bezuiden de Lek

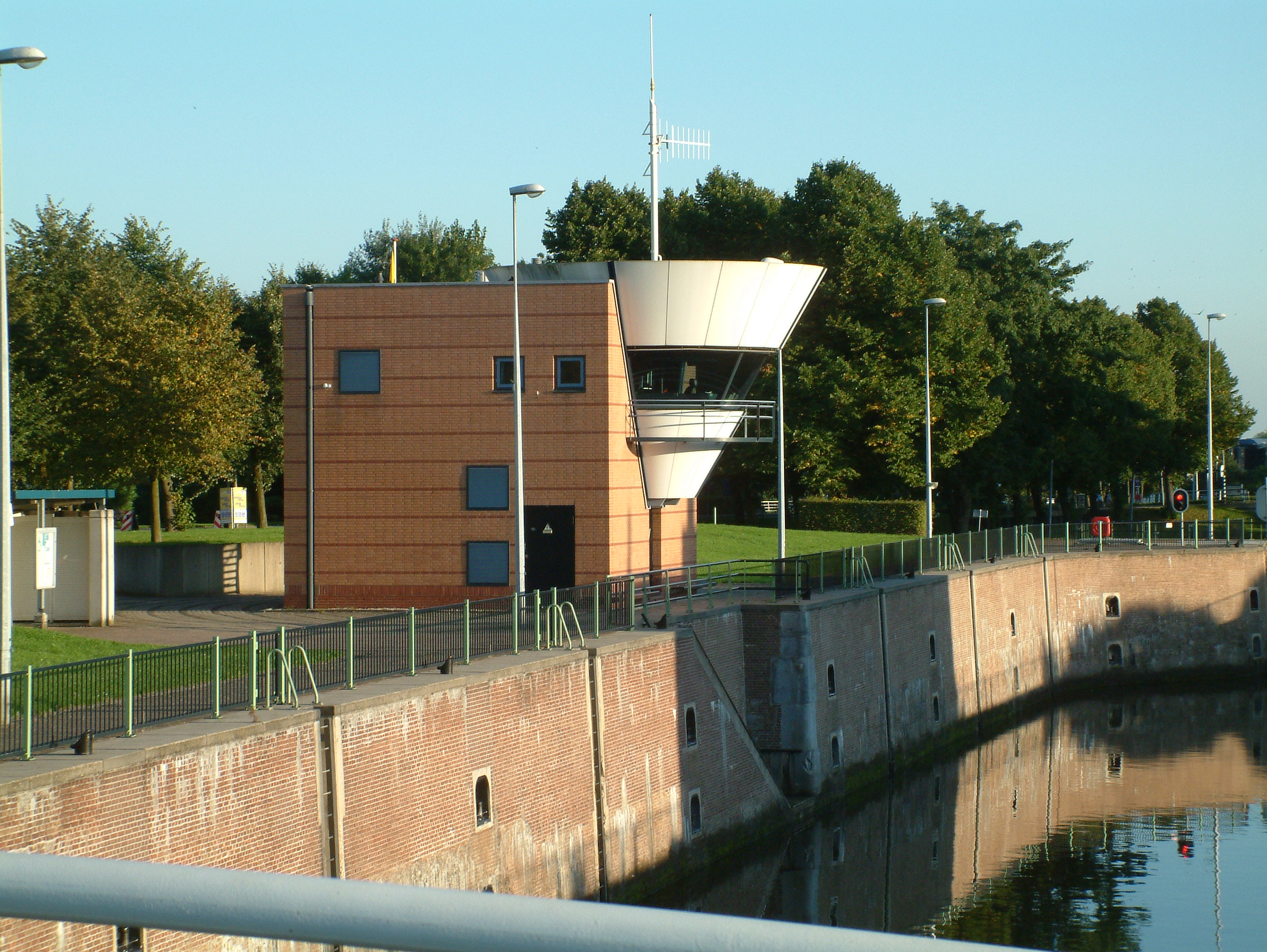
Bedieningshuis van de Grote sluis Vianen, tevens Centrale post bediening bruggen Merwedekanaal
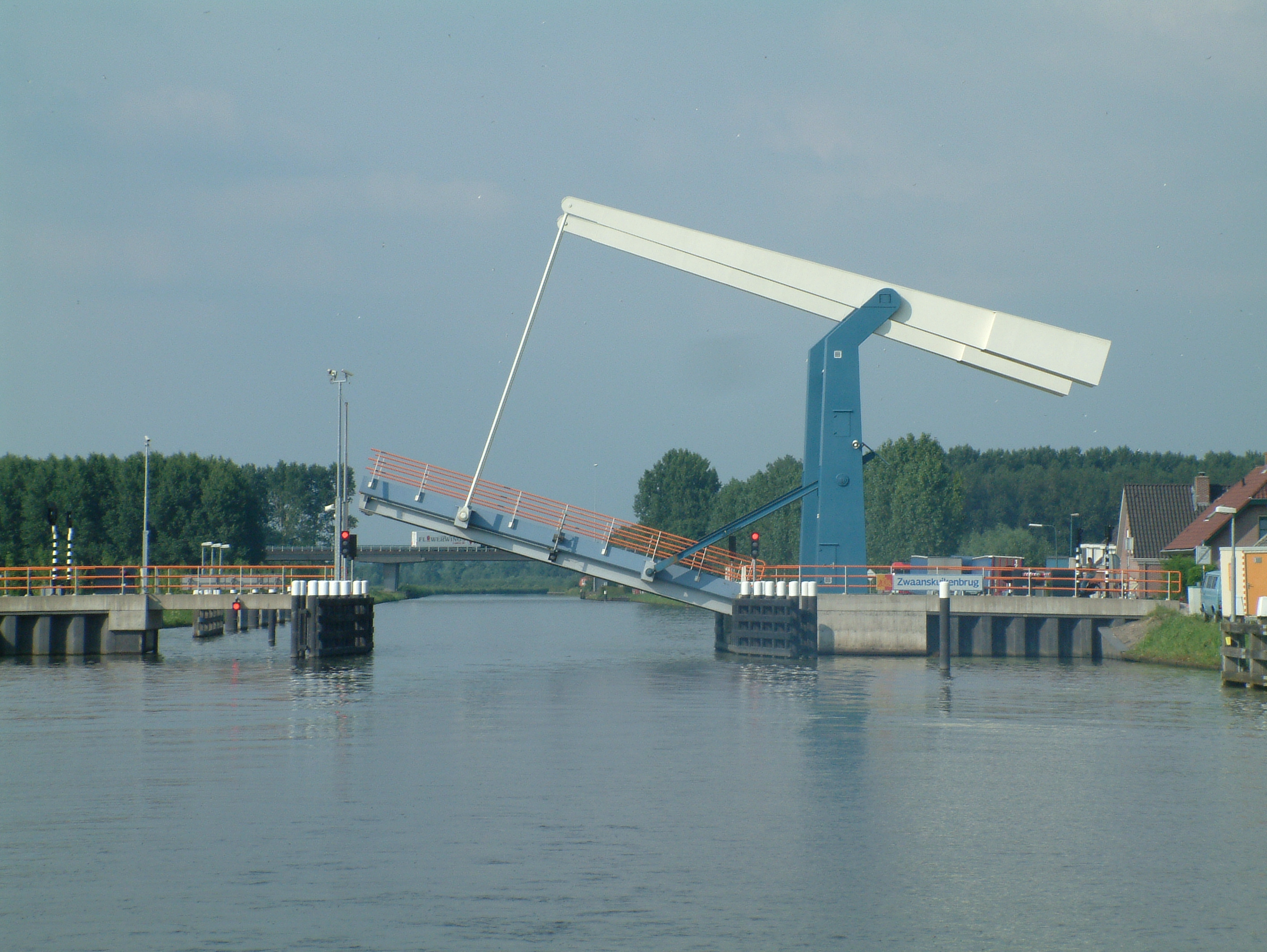
Zwaanskuikenbrug
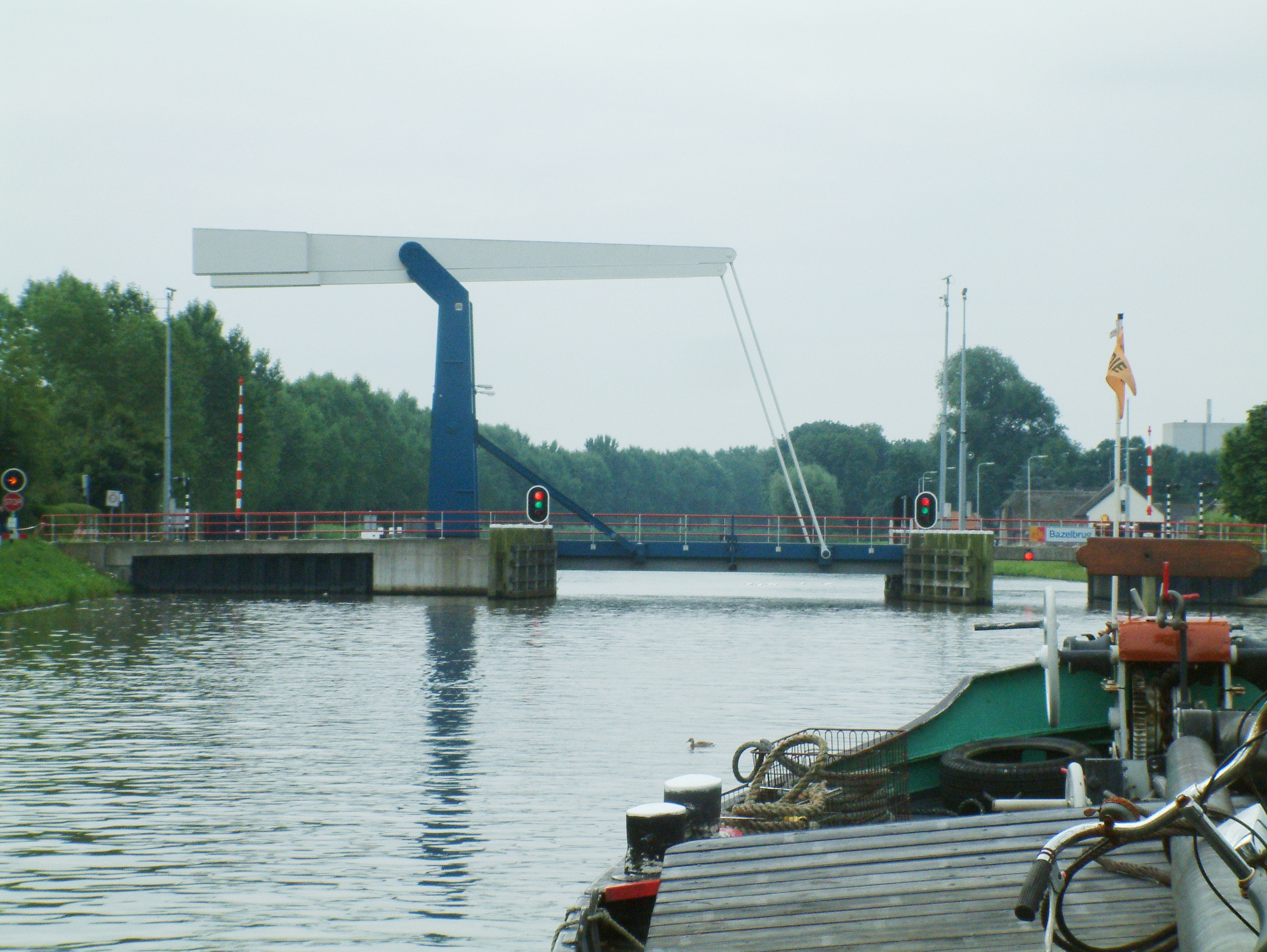
Bazelbrug
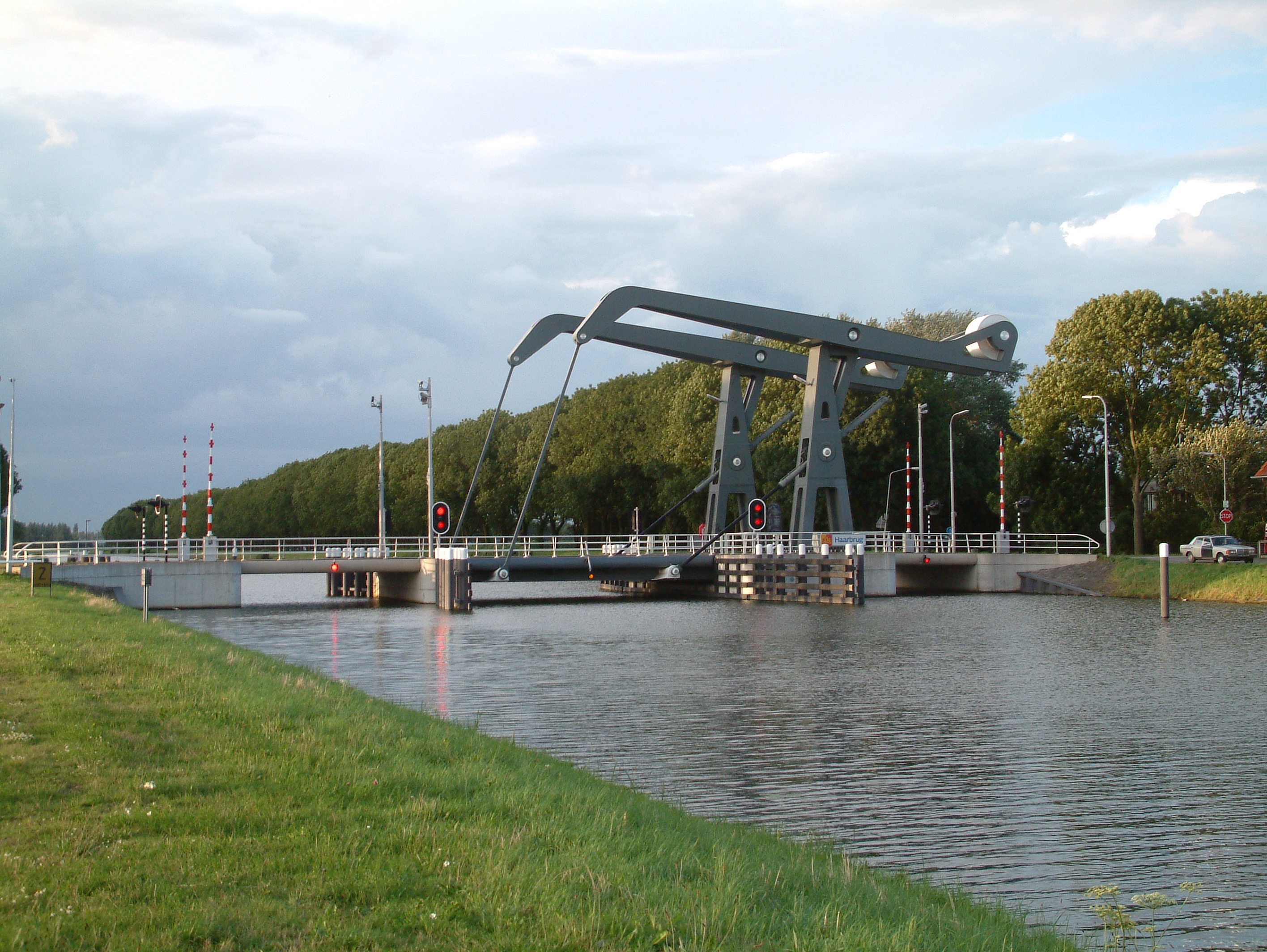
Haarbrug
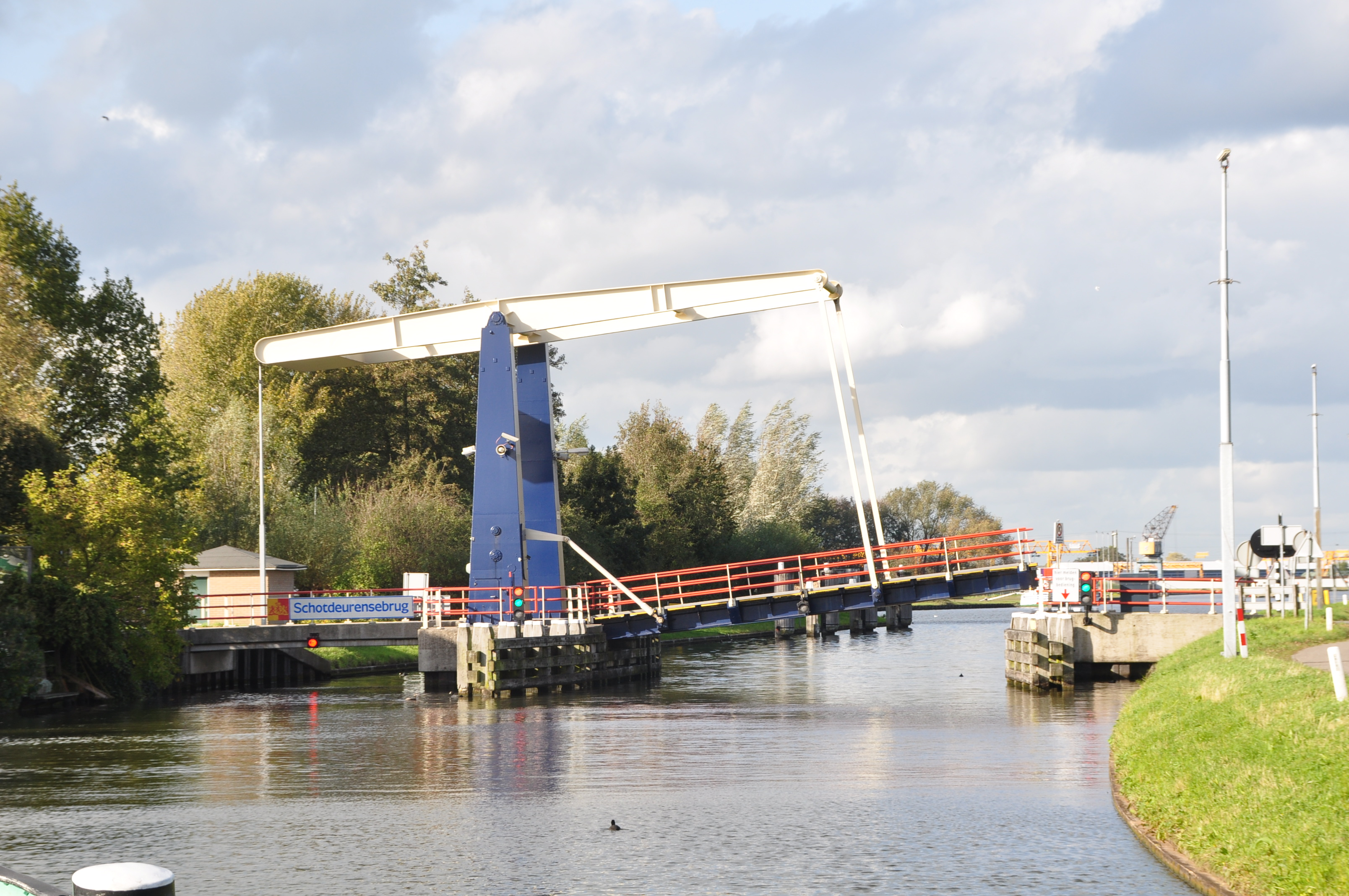
Schotdeurense brug over het Verbindingskanaal naar de Linge bij Arkel.